# Западно полукълбо
Западното полукълбо е частта от земното кълбо на запад от Гринуичкия меридиан (начален меридиан 0°) и на изток от антимеридиана (180°). Това полукълбо понякога се нарича американското полукълбо или Новият свят, защото включва изцяло Южна Америка и Северна Америка, а също така и много малки части от Европа и Африка.